# 道の駅布施ヶ坂
道の駅布施ヶ坂（みちのえき ふせがさか）は、高知県高岡郡津野町船戸にある国道197号の道の駅である。

## 主な施設
- 駐車場
  - 普通車：45台
  - 大型車：5台
  - 身障者用：2台
- トイレ（いずれも24時間利用可能）
  - 男：大 2器、小 5器
  - 女：9器
  - 身障者用：2器
- 公衆電話
- レストラン（9:30 - 18:00（4 - 10月）、9:30 - 17:30（11 - 3月））
- 特産品販売所
- 農村公園

## 休館日
- 1月1日
- 6月上旬頃2日間

## 周辺
- 天狗高原